# ハシエンダ
ハシエンダ（The Haçienda）は、イギリスのファクトリー・レコードがマンチェスターで経営していたクラブ。1982年5月にオープンし、1980年代後半のマッドチェスター・ムーブメントの中心となった。
音楽のみならず、すべての作品にカタログ番号を付すというファクトリーの方針に従って、ハシエンダにはカタログ番号FAC 51が与えられていた。
マドンナがイギリスで初めてコンサートを行った場所はハシエンダであった。
料金設定が低く店内で販売する酒類等の売り上げも思わしくなかったため、赤字経営が続いた。またファクトリー所属のアーティストの浪費などが原因で経営母体のファクトリー・レコードが1992年に倒産。その後もハシエンダは運営されていたが、麻薬売買の場となり傷害事件が多発し警備等にさらに経費がかさむようになったなどの事情によって1997年に閉鎖に追い込まれた。
その後解体され現在はマンションとなっている。マンションの名前はこのクラブにちなんで『ハシエンダ』という名前になっている。
ファクトリーの興亡を描いた映画『24アワー・パーティーピープル』では実際の建物を使用してハシエンダのシーンを撮影しようとしたが、再開発業者が撮影を待たずに取り壊してしまったためにオープン当時のハシエンダを再現したセットで撮影する破目になったというエピソードがある。